# Sousouzloug (Kelbajar)
Sousouzloug est un village de la région de Kelbajar en Azerbaïdjan.

## Histoire
En 1993-2020, Sousouzloug était sous le contrôle des forces armées arméniennes. Le 25 novembre 2020, sur la base d'un accord trilatéral entre l'Azerbaïdjan, l'Arménie et la Russie en date du 10 novembre 2020, la région de Kelbajar, y compris le village de Sousouzloug, a été restituée sous le contrôle de l'Azerbaïdjan. 

## Sources
Tchay boulag, Jalali boulag, Novlu boulag, Ali boulag, Gara sou, Sari boulag, Sonanin boulagi, Geuy boulag, Ag boulag, Goumlou boulag, Fatali boulag, Panahin boulaghi, Dilanin boulaghi, Korali boulaghi, Chor boulag, Khoudaverin boulaghi, etc.